# Hans Vaihinger
Hans Vaihinger (Nehren, 5 september 1852 - Halle, 18 december 1933) was een Duits filosoof. Hij was een neokantiaans filosoof en is vooral bekend vanwege zijn boek Die Philosophie des Als Ob (1911). In zijn werk combineert hij het transcendentaal idealisme van Immanuel Kant met elementen uit de evolutietheorie en het positivisme.
In dit boek verdedigt Vaihinger een vorm van instrumentalisme, conventionalisme of fictionalisme omtrent in wetenschap gepostuleerde entiteiten (zoals protonen, elektronen en elektromagnetische straling). We kunnen volgens Vaihinger de onderliggende realiteit van de wereld niet kennen, maar construeren slechts denksystemen en gedragen ons 'alsof' de wereld met onze modellen overeenkomen.